# Medea (Algèria)
Medea (àrab: المدية, al-Madya; francès: Médéa) és l'una de les més importants ciutats d'Algèria, situada a 80 km al sud-oest d'Alger, sobre els altiplans que tanquen la vall de la Mitidja. La població estimada és de 166.000 habitants i és la capital de la wilaya o província de Medea (Médéa). És una ciutat alegre en mig d'horts i vinyes (que produeixen vins força reputats) a 920 metres sobre el nivell de la mar. El frescor per l'altura a què es troba permet la producció de fruita de bona qualitat. A la rodalia s'hi cultiven els cereals. El mercat regional ha perdut importància des que la via fèrria va ser allargada fins a Djelfa al límit sud dels altiplans. Els habitants es diuen lemdanis (derivats dels amazics lamdiyyes).

## Història
Médéa seria l'antiga estació romana de Medix o ad Médias, així anomenada perquè era a igual distància de Tirinadi (Berrouaghia) que de Sufnsar (Amoura). L'establiment romà de Lambdia estava a la vora. La zona estava habitada per amazics sanhadja de la tribu dels Lamdiyya.
Res d'especial s'esmenta sobre la conquesta musulmana. És probable que l'establiment romà hagués estat abandonat abans del segle v doncs el 960 Buluggin ibn Ziri va restaurar el lloc i el va engrandir. De la seva història no han quedat pràcticament dates. Lleó l'Africà hi va viure dos mesos i s'hi volia quedar. Marmol diu que després d'haver format part dels sultanat de Tlemcen (el sultans hi van tenir guarnició) va passar als sultans de Tenes (Ténès) del qual va passar als otomans quan els germans Barbar-rosa es van instal·lar a Alger.
Sota Hasan ibn Khayr al-Din (fill de Khair ed-Din Barba-rossa) la població de Medea fou declarada capital (1548) d'una de les tres províncies de la regència, la província del Sud o del Titteri (beylik del Titteri), a la que després es va agregar la vall inferior del Sébaou a Cabília; un bei, adjunt del dey d'Alger, hi residia, alternant amb Bordj-Sébaou. El 1770 la regió del Sébaou fou unida a la Dar al-Sultan que administrava el dey d'Alger i llavors el bei de Titteri es va instal·lar definitivament a Medea, que a més tenia una bona situació per controlar als nòmades; no obstant la ciutat mateix estava fora de la seva jurisdicció i governada per un hakim dependent de l'agha d'Alger. En aquest temps tenia entre quatre i cinc mil habitants entre els quals tenien importància els kolughlis (descendents de militars turcs i dones locals), i la comunitat de turcs retirats. La seva activitat principal era el tràfic comercial cap al sud; les caravanes portaven productes del Sàhara i esclaus negres que es venien a Medea generalment a ciutadans d'Alger.
L'últim bei Mustafa Bumezrag el va dirigir de 1819 a 1830, data de l'arribada dels francesos que van ocupar la ciutat el mateix any però la van perdre i la van reocupar el maig de 1831, per tornar-la a perdre davant la resistència àrab. L'abril de 1836 la van ocupar per tercera vegada però no s'hi van mantenir i el 1837, després del tractat de Tafna, Abd el-Kader en va fer una de les seves capitals, on residia a vegades i tenia un bei. Finalment, a la represa d'hostilitats, va ser ocupada definitivament pels francesos el 17 de maig de 1840. Fins al segle xix només s'hi arribava per en senderó que creuava el coll de Muzaya de 979 metres però després els francesos van construir una carretera de doble sentit i una via fèrria que passa per les gorgues de Chiffa. El 1926 tenia 13.816 habitants (2.225 europeus), però va fer un gran increment especialment després de la independència algeriana.

## Economia
A Médéa, es troba una de les majors unitats de producció farmacèutica d'Algèria (Saidal-Antibiotical). Hi ha fabriques de sabates al Takbou i M'salah.

## Personatges cèlebres
- És el bressol del poeta i escriptor Jean Richepin de l'Acadèmia francesa.
- Mohamed Bencheneb (1869-1929), escriptor algerià i professor a la gran facultat de lletres d'Alger.
- Edmond Faral (1882-1958), medievalista i romanista.
- Pierre Ségelle (1899-1960), ministre francès, hi va néixer.[1]
- Fodhil Skander (1901-1982), imam musulmà de l'escola hanafita.

## Miscel·lània
Un segell postal francès, d'un valor d'un franc, representant la ciutat i les seves antigues portes fou emès el 7 d'octubre de 1961